# Santa Barbara (Californië)
Santa Barbara is een stad in Californië (in de Verenigde Staten). Het is de hoofdstad van Santa Barbara County. In het jaar 2007 was het inwonertal van Santa Barbara 89.456.
De stad is opgebouwd nabij een missiepost die op 4 december 1786 door Spaanse Franciscanen was opgericht en is genoemd naar de heilige Barbara, op wier naamdag de missiepost werd gesticht. Op 29 juni 1925 werd de stad zwaar beschadigd door een aardbeving en vervolgens grotendeels herbouwd. Tegenwoordig is Santa Barbara een welvarende stad die populair is als toeristische bestemming en als woonplaats voor beroemdheden. De Universiteit van Californië heeft ook een campus nabij Santa Barbara. Deze Santa Barbara-campus ligt in feite dichter bij de plaats Goleta en de studentengemeenschap Isla Vista.
Twee gebouwen in Santa Barbara staan op de nationale historische monumentenlijst van de Verenigde Staten (zie National Historic Landmark), namelijk het missiegebouw en het Rafael-Gonzaleshuis, een adobe gebouw. Verder is er een botanische tuin ten noorden van de stad, Santa Barbara Botanic Garden en een luchthaven, Santa Barbara Airport (SBA).

## Topografie en klimaat
Santa Barbara ligt op 34°25'33" Noorderbreedte, 119°42'51" Westerlengte (34.425804, -119.714189), ongeveer 160 kilometer ten Noordwesten van Los Angeles, aan de kust van de Grote Oceaan. Het Santa-Ynezgebergte rijst achter de stad op tot hoogten boven de 1300 meter en er heerst een mediterraan klimaat.

## Partnersteden
- Dingle (Ierland), sinds 2003

## Trivia
- Er is een soapserie vernoemd naar Santa Barbara. Het verhaal speelt zich in deze stad af.
- De beelden van de stad in de serie Psych, zijn van Santa Barbara, alsmede opnames van de rechtbank uit die serie. De serie zelf wordt onder andere in Vancouver opgenomen.

## Plaatsen in de nabije omgeving
De onderstaande figuur toont nabijgelegen plaatsen in een straal van 16 km rond Santa Barbara.
| Santa Barbara Goleta (9 km) Isla Vista (13 km) Mission Canyon (3 km) Montecito (8 km) Summerland (11 km) Toro Canyon (14 km) |

## Bekende personen uit Santa Barbara

### Geboren
- Victor French (1934-1989), acteur
- Edie Sedgwick (1943-1971), fotomodel en actrice
- Taylor Hackford (1944), filmregisseur en -producent
- Timothy Bottoms (1951), acteur
- Sam Bottoms (1955-2008), acteur
- Anthony Edwards (1962), acteur
- David Woodard (1964), dirigent en schrijver
- Kathleen Wilhoite (1964), actrice, zangeres en songwriter
- Cady Huffman (1965), actrice
- Chuck Liddell (1969), vechtsporter
- Dax Holdren (1972), beachvolleyballer
- Todd Rogers (1973), beachvolleyballer
- Cole Hauser (1975), acteur
- Katy Perry (1984), zangeres
- Alex D. Linz (1989), acteur
- Colleen Ballinger (1986), zangeres, actrice, comédienne, schrijfster en YouTube persoonlijkheid
- Miles Evans (1989), beachvolleyballer
- Lilibet Mountbatten-Windsor (2021), dochter van prins Harry van Sussex en Meghan Markle.

### Woonachtig (geweest)
- Michael Jackson, musicus en entertainer
- Henry Brant, componist
- Ray Bradbury, schrijver
- Sherwin Carlquist, botanicus en fotograaf
- John Cleese, acteur
- Leonardo De Lorenzo, fluitist en componist
- Kirk Douglas, acteur
- Martin Gore, musicus
- Sue Grafton, schrijver
- Jack Johnson, surfer, musicus en cineast
- Walter Kohn, theoretisch natuurkundige
- Charles Lloyd, jazzsaxofonist
- Kenny Loggins, musicus
- Rob Lowe, acteur
- Oprah Winfrey, actrice en tv-presentatrice
- Eddie Vedder, musicus
- Zach Gill, musicus
- Judith Anderson, actrice
- Jay Thomas, acteur
- Harry van Sussex, Britse prins
- Meghan Markle, voormalig actrice en echtgenote van prins Harry

### Overleden
- Faith Domergue (1999), actrice

## Galerij

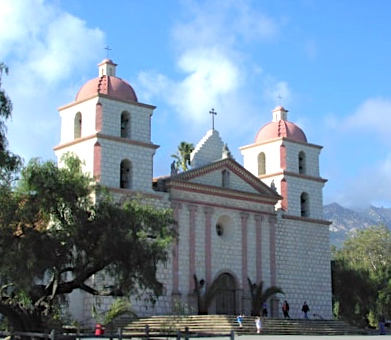
Het missiegebouw in Santa Barbara
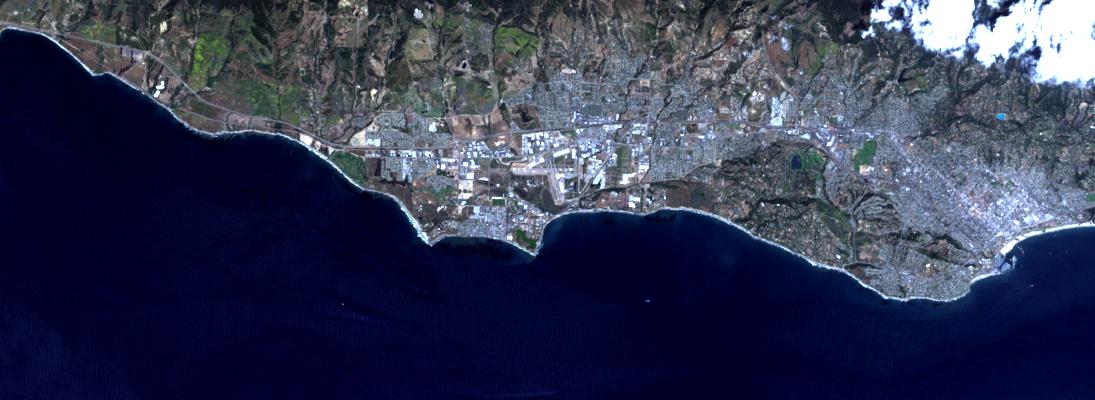
Satellietfoto van Santa Barbara, met het vliegveld in het midden; de stad ligt rechts op de foto
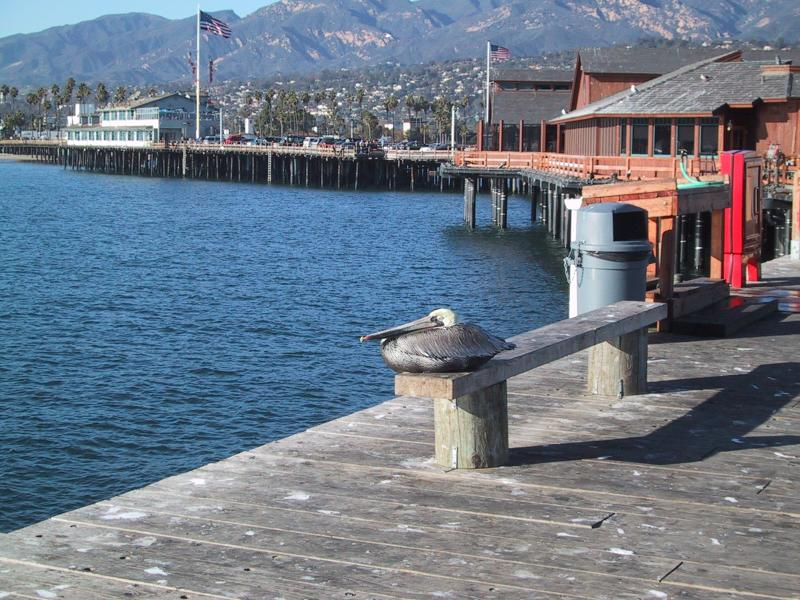
Santa Barbara